# 宮之城温泉
宮之城温泉（みやのじょうおんせん）は、鹿児島県薩摩郡さつま町（旧国薩摩国）にある温泉。

## 泉質
- 単純硫黄泉

## 温泉街
川内川中流の河畔に開ける温泉街で、落ち着いた雰囲気の旅館が軒を並べる。共同浴場は唯一「湯田区営温泉」（通称、湯田区湯）が存在する。

## 歴史
開湯は正確には分からないが、江戸時代文政年間に宮之城虎居大円寺の僧が発見したとされている。1877年（明治10年）頃までは川内川河川敷に湧出する簡易的な露天風呂として住民が利用していた。古くは湯田温泉といわれた。昭和7年に現温泉名に改名。湯田の名称は共同浴場などの名称に残っている。
昭和44年6月、昭和46年8月、昭和47年7月豪雨など幾度も川内川の氾濫による被害を受けている。特に昭和47年7月6日の大水害（昭和47年7月豪雨）では被害が甚大で、事前の避難が完了していたため死者こそ出なかったが、川内川沿いに家屋全壊149世帯以上（温泉旅館を含む）、床上浸水468世帯以上となった。現在の地域は、その後の復興した姿である。

## 湯之神社
温泉街にある湯之神社は江戸時代の川内川の大洪水で上流から薬師如来が流れ着いたことから「湯之権現」として祀られたことに由来する。その後、薬師像が旧湯之尾温泉のものであることがわかり一度返還されたが、再び川内川が氾濫して湯田に像が流れ着いたことから旧湯之尾温泉の許可を得て本格的に湯之神社の御神体として祀られることになった。
湯之神社に同地出身の歌人、岩谷莫哀の歌碑「み下ろせば薩摩の方へひと筋の川うねうねと流れたりけり」がある。

## アクセス
- 鉄道 : 九州新幹線出水駅下車、タクシーで約30分。または同駅から鹿児島空港行バスで約40分、宮之城駅下車、旅館送迎またはタクシーで約10分。
- 航空 : 鹿児島空港からバスで約45分、宮之城駅下車、旅館送迎またはタクシーで約10分。
- バス : 鹿児島中央駅から約1時間30分、宮之城（宮之城駅と同位置）下車、旅館送迎またはタクシーで約10分。